# Limonium zeraphae
Espèce
Limonium zeraphae est une espèce de plantes dicotylédones de la famille des Plumbaginaceae, sous-famille des Limonioideae, endémique de l'archipel maltais.
Cette plante, très proche morphologiquement des deux autres espèces du genre Limonium présentes dans la flore maltaise (à savoir Limonium melitense et Limonium virgatum), pousse spécifiquement sur les calcaires coralliens dans les zones proches de la mer. 

## Systématique
L'espèce Limonium zeraphae a été décrite pour la première fois par le botaniste italien Salvatore Brullo et publiée en 1980 dans Botaniska Notiser 133(3): 285.

### Synonymes
Selon Plants of the World online (POWO) (17 juillet 2021) : 
- Limonium reticulatum (L.) Mill.
- Statice reticulata L.

## Étymologie
L'épithète spécifique, zeraphae, est un hommage au botaniste maltais, Stefano Zerafa, auteur d'une flore de Malte publiée en 1827.